# Lafnitz (rzeka)
Lafnitz, węg. Lapincs, słoweń. Lapinč – rzeka w południowo-wschodniej Austrii oraz południowo-zachodniej części Węgier. Jest dopływem Raby, do której uchodzi w Szentgotthárd, tuż przy granicy austriacko-węgierskiej. Źródła Lafnitz znajdują się w okolicach miejscowości Wenigzell, w powiecie Hartberg (wschodnia Styria).